# 古浪仓故居
古浪仓故居，位于中国青海省尖扎县坎布拉镇直岗拉卡村，为第八批青海省文物保护单位，公布日期为2008年4月10日，类型为古建筑。
古浪仓故居的历史年代为清。